# Роджерс: Мюзикл
«Ро́джерс: Мю́зикл» (англ. Rogers: The Musical) — изначально вымышленный бродвейский мюзикл медиафраншизы «Кинематографическая вселенная Marvel» (КВМ), в центре которого описывается жизнь Стива Роджерса / Капитана Америки.
Мюзикл был задуман для мини-сериала «Соколиный глаз» (2021) главным сценаристом Джонатаном Игла, в котором был представлен музыкальный номер «Save the City» (с англ. — «Спасение города»), написанный Марком Шейманом и Скоттом Виттманом. Номер «Save the City» вызвал неоднозначную реакцию зрителей и исполнялся вживую на выставке D23 Expo в 2022 году. С тех пор к мюзиклу были добавлены многочисленные «пасхалки», отсылающие к другим проектам КВМ.
В июне 2023 года в Disney California Adventure состоялась премьера одноактной версии мюзикла, которая продлилась до августа того же года. Одноактный мюзикл был создан и поставлен Джорданом Петерсоном для компании Disney Live Entertainment по книге Хантера Белла и пяти новым песням, написанным Кристофером Леннерцом, Петерсоном и Алексом Карукасом. Мюзикл получил высокую оценку за сюжет и новые песни, особенно «What You Missed» (с англ. — «Что ты пропустил»), и был сравним с настоящим бродвейским мюзиклом, а не с шоу в тематическом парке.

## Сюжетная линия

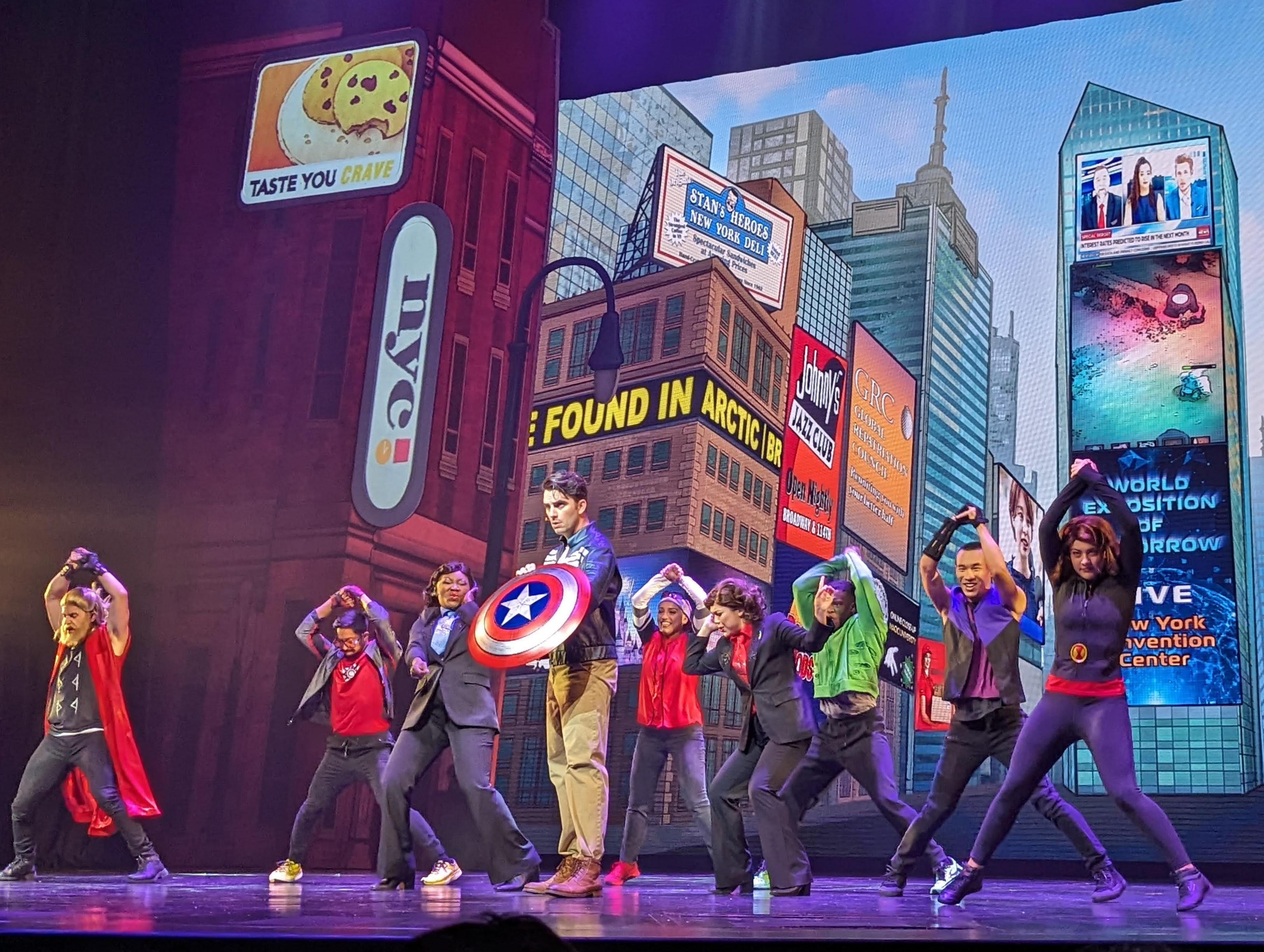
Актёрский состав команды «Мстители» на представлении Disney California Adventure

«Роджерс: Мюзикл» описывает жизнь Стива Роджерса / Капитана Америки с момента его появления в 1940-х годах и до событий фильма «Мстители: Финал» (2019), основанную на известной и общедоступной информации КВМ. Однако он содержит намеренные сюжетные неточности, такие как присутствие Скотта Лэнга / Человека-муравья во время битвы за Нью-Йорк.
В «Старкеттах» представлена история Стива Роджерса «о супергероях, романтике и путешествиях во времени» («U-S-Opening Night»). Роджерс хочет поступить на службу в армию США для участия во Второй мировой войне, но не проходит по медицинским критериям («I Want You»). Доктор Абрахам Эрскин и агент РСБ Пегги Картер замечают доброе и благородное сердце Роджерса и вербуют его для участия в своей программе создания суперсолдат, в результате которой Роджерс превращается в Капитана Америку. Роджерс становится талисманом армии, и вместо того, чтобы отправить на передовую, его посылают в турне USO, посвящённое военным связям («Star Spangled Man»). Картер сообщает Роджерсу, что полк его друга Баки Барнса попал в плен, и Роджерс отправляется в Германию, чтобы сражаться с нацистами и преступной организацией «Гидра». Пытаясь остановить самолёт со взрывчаткой, направляющийся в сторону США, он обещает Пегги пойти с ней на танцы, однако самолёт с Роджерсом падает во льды Арктики и замерзает. Спустя 70 лет его пробуждает директор организации «Щ.И.Т.» Ник Фьюри, который рассказывает Роджерсу о событиях, которые он пропустил, и вербует его в команду «Мстители» («What You Missed»). В течение нескольких лет «Мстители» противостоят угрозам по всему миру («Save the City»), и после борьбы с Таносом Роджерс задаётся вопросом, сможет ли он продолжать сражаться и защищать планету. После использования Камня времени появляется его старшая версия «путешественника во времени», который обращается к молодому Роджерсу и напоминает ему о том, что он сделал в своей жизни, и призывает его использовать свой шанс и быть вместе с Пегги Картер («End of the Line»). После этого молодой Роджерс использует Камень времени, переносится в прошлое и проводит с ней всю жизнь («Just One Dance»).

## «Соколиный глаз» (2021)

### Производство
Джонатан Игла, главный сценарист мини-сериала «Соколиный глаз» (2021), транслируемого на стриминговом сервисе «Disney+», впервые задумал идею вымышленного бродвейского мюзикла, в центре которого был бы Роджерс, заметив рекламный щит бродвейского мюзикла «Гамильтон» (2015). Реальный бродвейский мюзикл, основанный на персонаже Marvel Comics Капитане Америке, уже разрабатывался в 1985 году, но так и не был реализован. Тогда Игла представил, каково жить в КВМ и как люди вдохновляются Роджерсом, после чего создал мюзикл на основе его жизни для вдохновения и развлечения зрителей. Он рассматривал мюзикл как способ подачи эмоциональной и психологической информации через что-то замаскированное, забавное, интересное и удивительное, например, горе и чувство вины Клинта Бартона / Соколиного глаза из-за гибели Наташи Романофф / Чёрной вдовы. Затем режиссёр Рис Томас в шутку предложил эту идею президенту Marvel Studios Кевину Файги, который был в восторге и быстро дал на мюзикл добро.
Файги поддерживал контакт с композитором Марком Шейманом с тех пор, как они встретились на мероприятии для Академии кинематографических искусств и наук, посвящённом рекламе фильма «Мэри Поппинс возвращается» (2018), и решил привлечь его к работе над мини-сериалом «Соколиный глаз», учитывая его бродвейские заслуги. Шейман и Скотт Виттман написали музыкальный номер из вымышленного мюзикла под названием «Save the City», задумывая его как финальный номер первого акта мюзикла. По предложению Marvel действие песни разворачивается во время битвы за Нью-Йорк, показанной в фильме «Мстители» (2012), что, по мнению композиторов, является удачным моментом для завершения первого акта мюзикла. У обоих сразу возникла идея о том, что жители Нью-Йорка будут просить помощи у Мстителей, и они написали куплет и припев. Обычно во время записи демоверсий своих песен Шайман поёт сам, но он решил, что сложная партитура «Save the City» не позволит ему сделать это, и он попросил записать демоверсию бродвейского исполнителя Адама Паскаля; вторым основным исполнителем стал Тай Тейлор, а партию Капитана Америка исполнил Рори Донован. По словам Виттмана, в песне была сделана попытка отразить Нью-Йорк во время пандемии COVID-19, «этакое желание, чтобы Мстители пришли и уничтожили COVID». Он также добавил, что песня должна была служить двум целям: развлекать зрителей и заставлять Клинта Бартона чувствовать себя неловко. Песня «Save the City» была записана до съёмок сценического выступления в Атланте, так как ограничения из-за коронавируса не позволили приехать на съёмки никому из исполнителей, кроме Паскаля и Тай Тейлора.
Фрагмент «Save the City» показан в первом эпизоде «Never Meet Your Heroes» мини-сериала «Соколиный глаз». После многочисленных отсылок к мюзиклу в последующих эпизодах, «Save the City» была полностью показана в середине титров финального эпизода «So This Is Christmas?». Томас не знал о включении полной версии спектакля в титры, поскольку изначально не планировал включать данную сцену, и был «слегка озадачен» её включением, поскольку ему казалось, что место в титрах было зарезервировано для сцены, анонсирующей другой проект КВМ, но затем понял, что в итоге это был «забавный выход в конце и хороший способ попрощаться со зрителями». Hollywood Records и Marvel Music выпустили песню «Save the City» в виде цифрового сингла 24 ноября 2021 года, в день премьеры мини-сериала, а также включили её в альбом «Соколиный глаз: Часть 1».
В актёрский состав спектакля вошли Паскаль и Тейлор в главных ролях; Том Фини в роли Стива Роджерса, Аарон Недрик в роли Тони Старка / Железного человека, Джейсон Скотт Макдональд в роли Тора, Харрис Тёрнер в роли Брюса Бэннера / Халка, Меган Мэннинг в роли Наташи Романофф, Эвери Гиллэм в роли Клинта Бартона, Джордан Чин в роли Локи, Нико ДеХесус в роли Скотта Лэнга / Человека-муравья, а также несколько статистов в роли воинов армии Читаури. Среди других исполнителей — Рори Донован, Дерек Клена, Бонни Миллиган, Кристофер Зибер и Шейна Стил. Фра Фи, исполнивший в сериале роль Казимира «Кази» Казимирчака, был разочарован тем, что не смог принять участие в постановке мюзикла.

### Восприятие
Дейс Джонстон из Inverse с удовольствием посмотрел на КВМ с точки зрения его жителей, похвалив мюзикл за использование «мета-комментариев». Рейчел Лейшман из The Mary Sue написала, что музыкальная сцена в сериале «Соколиный глаз» была «настолько плоха, что хороша», особо отметив реакцию Бартона на изображение Романофф. Джексон МакГенри из Vulture заявил, что надеется, что потенциально возможный второй сезон мини-сериала «Соколиный глаз» ответит на его вопросы о мюзикле. Брэди Лэнгманн из Esquire предсказал, что «Роджерс: Мюзикл» приведёт к созданию музыкального фильма КВМ. Алексис Недд из Mashable написал, что представил себе полнометражную версию мюзикла, открывающуюся флэшбэком молодого Роджерса и заканчивающуюся его отправлением на новую миссию.
После выхода трейлера мини-сериала «Соколиный глаз» зрители обратили внимание на наличие вымышленного мюзикла, причём многие отметили его сходство с мюзиклом «Гамильтон». По данным Luminate, «Save the City» собрал более 1 млн официальных просмотров по запросу в США. Некоторые зрители выразили разочарование тем, что «Save the City» оказался в середине титров финального эпизода «So This Is Christmas?», что Шейман назвал «горько-сладкой» реакцией.

## D23 Expo (2022)
Песня «Save the City» была исполнена вживую на панели Marvel Studios D23 Expo 10 сентября 2022 года с участием 22 исполнителей и ритм-группой из шести человек под руководством Шеймана.

## Disney California Adventure

### Разработка
Вскоре после премьеры мини-сериала «Соколиный глаз» исполнительный продюсер Трин Трэн выразил заинтересованность в создании реальной версии мюзикла. Шейман и Виттман были готовы написать его полнометражную версию. После представления «Save the City» на выставке D23 компания Disney Live Entertainment начала вести переговоры с Marvel Studios о создании полной версии мюзикла.
В феврале 2023 года было объявлено, что одноактная сценическая версия мюзикла «Роджерс: Мюзикл» будет ограниченное время представлена в театре «Гиперион» в Голливуд Лэнде в Disney California Adventure. Она была создана и поставлена для Disney Live Entertainment Джорданом Петерсоном. В ней использована книга Хантера Белла, а также песни «Save the City», «Star Spangled Man» Алана Менкена и Дэвида Зиппеля из фильма «Первый мститель» (2011), а также пять оригинальных песен с музыкой Кристофера Леннерца и текстами Петерсона, Леннерца и Алекса Карукаса. Леннерц также выступал в качестве дирижёра и аранжировщика в постановке мюзикла, ранее написав музыку для фильма «Агент Картер» (2013) и телесериала «Агент Картер» (2015—2016).

### Представление
Перед началом представления по радио на сцене звучали «джазовые мелодии, соответствующие той эпохе», одна из которых отсылала к магазину «Elias & Co» на улице Буэна Виста в Disney California Adventure. В спектакле участвуют «Старкетты», которые выступают в роли греческого хора, Роджерс, Пегги Картер, Абрахам Эрскин, Ник Фьюри и некоторые участники команды «Мстители», костюмы персонажей напоминают костюмы из фильмов в «весёлом, более повседневном» стиле. Для создания каждой сцены в шоу использовались многослойные декорации, физические объекты и видеоэкран. Среди новых песен: «U.S. U.S. Opening Night», исполненная «Старкеттами» и обрамляющая шоу; «I Want You»; песня Роджерса «I Want» о призыве в армию; «What You Missed», исполненная Фьюри, чтобы объяснить только пробудившемуся Роджерсу, что он пропустил, будучи замороженным на 70 лет. Песня была описана Леннерцем как песня-паттерн, схожая с «Uptown Funk»; «End of the Line» была описана как «рефлексивный поворот» судьбы Роджерса; «Just One Dance», баллада о «потерянном романе» между Роджерсом и Картер. Музыка была описана как «джаз биг-бенд, современный фанк [и] классический оркестр» и исполнялась оркестром из 60 человек. В музыке также были использованы темы Капитана Америки и Мстителей Алана Сильвестри.
Премьера «Роджерс: Мюзикл» состоялась 30 июня 2023 года в рамках празднования столетия компании Disney и длилась около 30 минут. Представления проходили несколько раз в день со вторника по субботу и продолжались до 31 августа 2023 года. В различных точках парка можно было приобрести тематические блюда, а также пакет «Premium Viewing Experience», который предлагал сувенирное ведёрко для попкорна и приоритетные места на шоу, а также тематические товары.

### Трек-лист
Саундтрек-альбом с оригинальной актёрской записью мюзикла был выпущен в цифровом формате компаниями Hollywood Records и Marvel Music 15 сентября 2023 года.
| №                   | Название                                                    | Исполнитель(-и) | Длительность |
| ------------------- | ----------------------------------------------------------- | --- | ------------ |
| 1.                  | «U.S. Opening Night»                                        | Белла Хикс, Крайстл Роуз Симмонс, Алекс Карукас, Мэтью П. Селби и актёрский состав мюзикла                                  | 3:55         |
| 2.                  | «I Want You»                                                | Джози Монтана Маккой | 3:40         |
| 3.                  | «Star-Spangled Man»                                         | Белла Хикс, Крайстл Роуз Симмонс и актёрский состав мюзикла                                                                 | 3:21         |
| 4.                  | «Just One Dance (Preprise 1)»                               | Люк Мондей и Рэйчел Виртц                                                                                                   | 0:52         |
| 5.                  | «Star-Spangled Man (Reprise) / Just One Dance (Preprise 2)» | Люк Мондей и Рэйчел Виртц                                                                                                   | 1:33         |
| 6.                  | «What You Missed»                                           | Джей Доннелл, Белла Хикс, Крайстл Роуз Симмонс и Люк Мондей                                                                 | 4:01         |
| 7.                  | «Save the City»                                             | Белла Хикс, Крайстл Роуз Симмонс, Люк Мондей, Алекс Карукас и актёрский состав мюзикла                                      | 2:48         |
| 8.                  | «Save the City (Playoff)»                                   | Люк Мондей и актёрский состав мюзикла                                                                                       | 1:02         |
| 9.                  | «End of the Line»                                           | Люк Мондей и Джози Монтана Маккой                                                                                           | 3:50         |
| 10.                 | «Just One Dance»                                            | Рэйчел Виртц и Люк Мондей                                                                                                   | 2:10         |
| 11.                 | «Rogers: The Musical Finale / Save the City (Reprise)»      | Люк Мондей, Рэйчел Виртц, Джози Монтана Маккой, Джей Доннелл, Эндрю Хубер, Белла Хикс, Крайстл Роуз Симмонс и Алекс Карукас | 1:41         |
| 12.                 | «Rogers: The Musical (Playoff)»                             | Кристофер Леннерц и Алекс Карукас                                                                                           | 0:42         |
| Общая длительность: | Общая длительность:                                         | Общая длительность: | 29:35        |

### Восприятие
«Роджерс: Мюзикл» был оценён по достоинству за режиссуру и постановку, несмотря на то, что проводится только в тематическом парке. Дирк Либби из журнала CinemaBlend назвал его «фантастическим произведением музыкального театра», впечатлившись тем, что создала компания Disney Live Entertainment, и отметив, что оно «поднимает планку того, каким может быть сценическое шоу в тематическом парке». Рецензируя шоу в Los Angeles Times, Тодд Мартенс отметил, что «в этих 30-ти минутах есть много поводов для улыбки», при этом шоу «в значительной степени опирается на театральные тропы, а не на современные трюки тематических парков», например, «качественное использование проекций» и более современные костюмы, что добавляет ему очарования. Пэм Краген из The San Diego Union-Tribune заявил: «Как и положено шоу тематических парков, „Роджерс: Мюзикл“ — это хорошее представление, благодаря знакомому сюжету, оформлению сцены в стиле комиксов, спецэффектам и быстрому темпу. Режиссёр Джордан Петерсон наделил спектакль подмигивающим юмором, но не в ущерб персонажам, которые представлены со скромной достоверностью». Брэди Макдональд из The Orange County Register написала, что «Роджерс: Мюзикл» — это «мюзикл от Marvel, которого вы не ждали и о котором не перестают говорить. Лёгкое и энергичное шоу в тематическом парке умело проходит тонкую грань, воспринимая себя серьёзно, но не слишком». Энтони Таормина из Game Rant сказал: «Благодаря безупречной хореографии, впечатляющим декорациям и очаровательным представлениям, „Роджерс: Мюзикл“ — это ещё одно обязательное место для посещения в калифорнийских парках Disney».
Книга Белла и музыка Леннерца также получили высокую оценку. Кит Колфилд из Billboard назвал одноактный спектакль «полным дурацкого юмора и разнообразных музыкальных стилей». Книга была отмечена за искренность и «сердечность»: например, история любви Роджерса и Картер дополнила то, что было в фильмах, «некоторыми удивительными способами», а Белл смог добавить «более свежие и неожиданные повороты» в историю, знакомую всем поклонникам КВМ. Однако сокращённое время показа вызвало критику за то, что на многих моментах не удалось задержаться надолго, а Мартенс сказал, что «шоу кажется в значительной степени информативным и сюжетно обусловленным» и «похожим на сборник лучших хитов Капитана Америки», что, вероятно, было связано с необходимостью вписаться в рамки тематического парка. Фьюри в шоу сравнивали с Джинни из мюзикла «Аладдин» (2011). Музыку Леннерца сравнивали с песнями, которые можно услышать в мюзиклах, идущих на Бродвее. Песня Фьюри «What You Missed» была признана выдающейся, хотя Мартенс считал, что, несмотря на это, ни одна из новых песен не достигла высот «Save the City» и что большая часть мюзикла ощущается «кусочками головоломки, построенными вокруг» использования этой песни.

## В других проектах
Рекламные щиты и постеры «Роджерс: Мюзикл» появляются в качестве «пасхалок» в фильмах «Человек-паук: Нет пути домой» (2021) и «Доктор Стрэндж: В мультивселенной безумия» (2022), а также в мини-сериале «Женщина-Халк: Адвокат» (2022) для Disney+. Рекламу мюзикла также можно было увидеть на вымышленной газете TheDailyBugle.net, продававшейся в газетном киоске в Верхнем Ист-Сайде Манхэттена в рамках вирусной маркетинговой кампании по продвижению фильма «Человек-паук: Нет пути домой».

## Комментарии
1. ↑  с англ. — «Ты нужен мне», цитата с известного вербовочного плаката
2. ↑  с англ. — «Звёздно-полосатый человек»
3. ↑  с англ. — «Что ты пропустил»
4. ↑  с англ. — «Спасение города»
5. ↑  с англ. — «Конец линии»
6. ↑  с англ. — «Всего один танец»